# الريشة الطائرة لذوي الاحتياجات الخاصة
الريشة الطائرة لذوي الاحتياجات الخاصة (أو الريشة الطائرة البارالمبية) هي رياضة مكيفة من رياضة الريشة الطائرة، تُمارس من قبل الأشخاص الذين لديهم إعاقات جسدية.

## التاريخ
نشأت رياضة الريشة الطائرة لذوي الاحتياجات الخاصة في التسعينيات عندما قرر بعض اللاعبين الألمان تعديل القواعد الأصلية للريشة الطائرة. ثم تأسس الاتحاد الدولي، تحت اسم الرابطة الدولية لتنس الريشة لذوي الاحتياجات الخاصة، الذي سُمي لاحقًا الاتحاد العالمي للريشة الطائرة لذوي الاحتياجات الخاصة (PBWF)، في عام 1995. وأقيمت أول بطولة أوروبية في عام 1998.
أقيمت أول بطولات أوروبا التي نظمت في فرنسا في مدينة روديز في الفترة من 31 أكتوبر إلى 4 نوفمبر 2018. بدأ الأبطال الفرنسيون في تحقيق مراكز متقدمة على منصات التتويج، حيث حقق دي. توبي (ميدالية فضية في فردي WH1 وزوجي رجال WH)، ول. مازور وف. نويل (ميدالية ذهبية في فردي SL4 وذهب في زوجي مختلط SL3-SU5)، وج. غايلي، وم. توماس (ميدالية فضية في زوجي SL3-SL4)، وس. بيرجيرون (ميدالية فضية في زوجي مختلط SL3-SU5)، وس. نودان (ميدالية برونزية في SL3)، وهـ. سوميير وف. برود (ميدالية برونزية في زوجي مختلط SL3-SU5)، وم. لوكيت وج. شارلوت، وف. مورات (ميدالية برونزية في فردي >SH6 وفي زوجي SH6) من بين العديد من الممثلين الفرنسيين الذين تميزوا بالفوز بالألقاب والميداليات الأوروبية.
سمحت دورة الألعاب البارالمبية في طوكيو لرياضة الريشة الطائرة لذوي الاحتياجات الخاصة بالحصول على الاعتراف الدولي. حيث أعطت هذه الدورة في طوكيو الريشة الطائرة لذوي الاحتياجات الخاصة مكانتها الدولية. وذلك بعد مرور تسعة عشر عامًا من دخول لاعبي الريشة الطائرة الأصحاء، اكتشف لاعبو الريشة الطائرة لذوي الاحتياجات الخاصة أخيرًا الروح الأولمبية في طوكيو في بداية سبتمبر 2021. وكان هذا المكان مثاليًا لهذه البداية لأن "اليابان دولة تعشق الريشة الطائرة".

## تصنيف الإعاقات
تتضمن الفئات الست في الريشة الطائرة الفردية ما يلي:
| الفئة | ملاحظات |
| ----- | --- |
| WH1   | لاعب يجلس على كرسي متحرك (wheelchair). يعاني الرياضي من ضعف أو عدم توازن في الجذع. |
| WH2   | لاعب يجلس على كرسي متحرك (wheelchair). يمتلك الرياضي توازنًا طبيعيًا أو قريبًا من الطبيعي. |
| SL3   | لاعب واقف مع إعاقة طفيفة في الأطراف السفلية (standing/lower limb impairment minor). يمكن للرياضي المشي أو الركض وهو يعرج بسبب الإعاقة أو غياب أحد الأطراف السفلية.                                                                           |
| SL4   | لاعب واقف مع إعاقة شديدة في الأطراف السفلية (standing/lower limb impairment severe). يمكن للرياضي المشي مع عرج بسيط ولكنه يتحرك بسلاسة. |
| SU5   | لاعب واقف مع إعاقة في الأطراف العلوية (standing/upper limb impairment). يعاني الرياضي من قيود في الوظيفة الأساسية للطرف العلوي أو من غياب أحد الأطراف العلوية. قد تتعلق الإعاقة بـ "ذراع المضرب" أو "الذراع غير المضرب"، لكن المعايير تختلف. |
| SH6   | لاعب قصير القامة (standing/short stature) (مثل المصابين بالخلل العظمي). يجب أن يكون طول الرياضي 145 سم كحد أقصى للرجال و137 سم للنساء. |

## بطولة العالم
تأسست البطولة العالمية منذ عام 1998. تشمل المسابقات جميع فئات الإعاقة، سواء للرجال أو النساء، بالإضافة إلى مسابقات الزوجي التي يمكن أن تكون ذكورية، أنثوية، أو مختلطة، والتي تجمع بين عدة فئات (WH1-WH2 وSL3-SU5).
| النسخة      | السنة | المكان                 |
| ----------- | ----- | ---------------------- |
| الأولى      | 1998  | أمرسفورت, هولندا       |
| الثانية     | 2000  | بوركين، ألمانيا        |
| الثالثة     | 2001  | قرطبة، إسبانيا         |
| الرابعة     | 2003  | كارديف، ويلز           |
| الخامسة     | 2005  | هسينشو، تايوان         |
| السادسة     | 2007  | بانكوك، تايلاند        |
| السابعة     | 2009  | سيول، كوريا الجنوبية   |
| الثامنة     | 2011  | غواتيمالا، غواتيمالا   |
| التاسعة     | 2013  | دورتموند، ألمانيا      |
| العاشرة     | 2015  | ستوك ماندفيل، إنجلترا  |
| الحادية عشر | 2017  | أولسان، كوريا الجنوبية |
| الثانية عشر | 2019  | بازل، سويسرا           |
| الثالثة عشر | 2021  | طوكيو، اليابان         |
| الرابعة عشر | 2023  | تايلاند                |

## التخصصات الأخرى
يوجد تخصصان آخران : الريشة الطائرة للصم (لذوي الإعاقات السمعية) الذي يديره الاتحاد الفرنسي للريشة الطائرة (FFBaD)، والريشة الطائرة المعدلة الذي يديره الاتحاد الفرنسي للرياضات المعدلة (FFSA). هاتان الرياضتان غير موجودتين في الألعاب البارالمبية، حيث ينظم ذوو الإعاقات السمعية ألعابهم الخاصة.